# Handelsbalken
Handelsbalken (HB) är den femte av balkarna i 1734 års lag, innefattande förmögenhetsrättsliga bestämmelser, främst om köp, skifte, om handelns idkande, mått och vikt, pant och borgen, sysslomän och ombudsmän med mera.
Handelsbalken är en av nio balkar i 1734 års lag. Balken är alltjämt gällande rätt i Sverige och Finland, även om den reviderats i stor utsträckning och delar upphävts (liksom med byggningabalken för båda länder och rättegångsbalken för Finland). I Sverige har handelsbalken SFS-nummer 1736:01232 och i Finland författningsnummer 31.12.1734/3.
Handelsbalken innehåller regler om bland annat sysslomäns ställning, tvesala och  borgen (borgen är dock ett rättsinstitut med delvis dispositiva regler där privata aktörer, som banker, ofta har egna kompletterade regler som blivit standard inom branschen). Balken reglerar även frågor om burskap, lån, förvaring och hyra av lös egendom.
I den privat utgivna lagboken "Sveriges rikes lag" har senare tillkomna förmögenhetsrättsliga lagar såsom köplagen, avtalslagen och skuldebrevslagen placerats inuti Handelsbalken trots att de är andra författningar. Lagboken har ingen officiell ställning och principen har ej tillämpats i andra svenska lagböcker, som exempelvis "Sveriges lagar".